# Pickering, Ontario

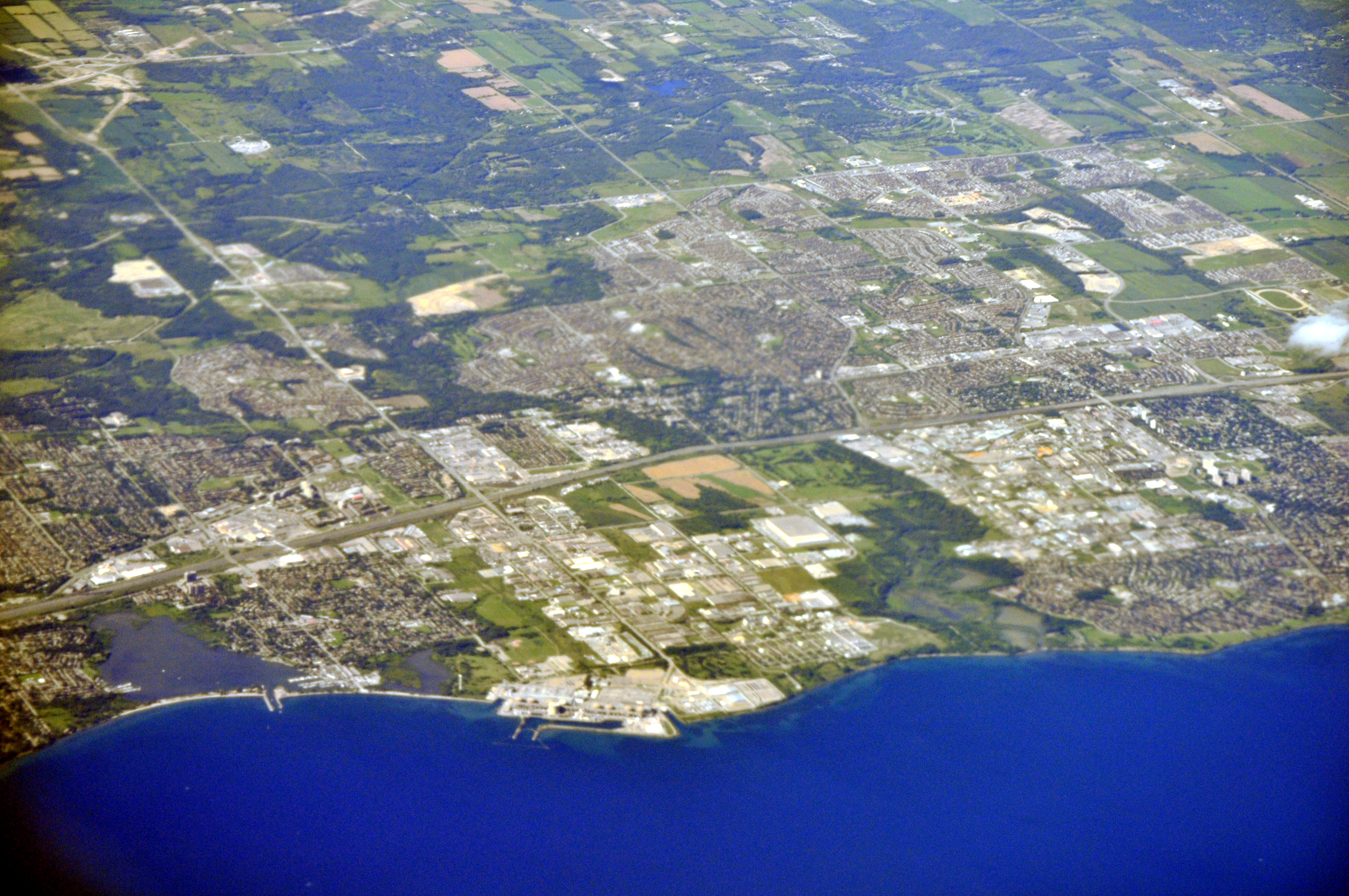
Flygbild över Pickering.

Pickering är en stad i Ontario i Kanada. Den är belägen nära Toronto och har 87 838 invånare (2006).
Ett av världens största kärnkraftverk, Pickerings kärnkraftverk, är beläget i Pickering.